# Marcel Keizer
Marcel Keizer (Badhoevedorp, 15 januari 1969) is een Nederlands voetbaltrainer en voormalig profvoetballer. Hij speelde het grootste deel van zijn carrière voor SC Cambuur. Ook kwam hij als speler uit voor Ajax, De Graafschap en FC Emmen. Op amateurbasis kwam hij als speler uit voor SV Argon. Keizer was trainer van Telstar, FC Emmen, SC Cambuur, Jong Ajax, Ajax, Sporting CP en Al-Jazira.

## Loopbaan als trainer

### Amateurvoetbal, Telstar, Cambuur en Emmen
Keizer begon zijn trainersloopbaan bij de amateurs van VV Nijenrodes. Via UVS, SV Argon en VVSB, kwam hij in 2012 bij Telstar terecht, waar hij twee seizoenen trainer was. Vanaf 1 mei 2014 werkte hij als technisch manager bij SC Cambuur, waar hij onder contract stond voor het seizoen 2014/15. Met ingang van het seizoen 2015/16 werd hij hoofdtrainer van FC Emmen. Keizer werd op 13 februari 2016 vervolgens per direct aangesteld als hoofdtrainer bij het op dat moment in de Eredivisie spelende SC Cambuur. Daar volgde hij Henk de Jong op, nadat die opstapte omdat hij zichzelf niet de juiste persoon achtte om Cambuur, op dat moment voorlaatste in de Eredivisie, te verzekeren van lijfsbehoud. Keizer tekende een contract voor 2,5 jaar in Leeuwarden. In zijn eerste seizoen als hoofdtrainer van SC Cambuur degradeerde hij met de club naar de Eerste divisie, door als laatste te eindigen in de Eredivisie.

### Ajax
Op 2 juni 2016 tekende hij een tweejarig contract als trainer van Jong Ajax. In zijn eerste seizoen werd hij met Jong Ajax tweede in de Eerste divisie. Op 17 juni 2017 tekende Keizer een tweejarig contract, tot medio 2019, met een optie van nog een jaar, als hoofdtrainer van Ajax. Hij volgde de naar Borussia Dortmund vertrokken Peter Bosz op.
Tijdens de voorbereiding op het seizoen 2017/18 werd jeugdspeler Abdelhak Nouri tijdens een oefenwedstrijd getroffen door een hartstilstand. Dit drama wierp een schaduw over de start van Keizers eerste seizoen als Ajax-trainer. Ajax werd in augustus in de voorronde van de Champions League uitgeschakeld door OGC Nice. Enkele weken later wist de ploeg ook de poulefase van de Europa League niet te bereiken, nadat in de laatste voorronde werd verloren van Rosenborg BK. In de competitie liep de achterstand met koploper PSV in de eerste seizoenshelft op tot tien punten. Op 10 december trad Keizers ploeg thuis aan tegen PSV en won de wedstrijd met 3-0. Nadat PSV dezelfde week opnieuw puntenverlies leed, kromp de achterstand naar vijf punten, een achterstand waarmee Keizer kon leven. Toch was er kritiek op de speelwijze van de Amsterdammers, die volgens critici een minder spel lieten zien, dan het voorgaande seizoen onder Bosz. Daarnaast werd de wisselvalligheid waarmee de ploeg speelde gehekeld.
Ajax trad op 20 december in de achtste finale van het toernooi om de KNVB beker aan tegen FC Twente. De wedstrijd eindigde in 1-1. FC Twente won daarna een beslissende strafschoppenreeks. Een dag na de nederlaag werd Keizer, samen met zijn assistenten Hennie Spijkerman en Dennis Bergkamp, op non-actief gezet. Algemeen directeur Edwin van der Sar gaf in een reactie aan dat de directie, met name Van der Sar en Marc Overmars, er te weinig vertrouwen in had dat Keizer de wisselvalligheid waarmee de ploeg presteerde kon oplossen. Als vervangers haalde Ajax Erik ten Hag en Alfred Schreuder binnen, maar ook zij konden de achterstand op PSV niet goedmaken.

### Al-Jazira en Sporting Portugal
In juni 2018 werd Keizer aangesteld bij Al-Jazira Club, als opvolger van Henk ten Cate. Hier was hij slechts vijf maanden trainer voor hij in november 2018 inging op een aanbieding van Sporting Portugal. Op 26 januari 2019 wist Keizer met zijn ploeg voor de tweede keer in de clubhistorie de Taça da Liga te veroveren. Dit gebeurde na een 1-3 winst op FC Porto na strafschoppen. Op 25 mei wist hij tevens de Portugese voetbalbeker te bemachtigen, nadat in de finale na strafschoppen wederom FC Porto werd verslagen. In de titelstrijd die uiteindelijk gewonnen werd door SL Benfica haakte de ploeg echter al vroeg af. Aan het begin van het seizoen 2019-2020 ging de ploeg van Keizer met 5-0 onderuit in de Portugese supercup tegen Benfica. De ploeg startte ook slecht aan de competitie. Op 3 september 2019 maakte de club bekend dat Keizer met onmiddellijke ingang zou vertrekken. Aan het ontslag lagen zowel de sportieve resultaten, als het gebrek aan attractief voetbal ten gronde. Hij werd opgevolgd door Leonel Pontes, die coach van de beloften was. In oktober 2019 keerde hij terug bij Al-Jazira als opvolger van Jurgen Streppel. Op 11 mei 2021 leidde Keizer Al Jazira naar hun derde landstitel na een 3-1 overwinning op Khorfakkan. Het was voor Keizer zijn eerste landstitel in zijn carrière. In 2023 ging Keizer aan de slag in Saoedi-Arabië bij Al-Shabab, hier werd hij echter na een maand al weer ontslagen.

## Erelijst
Als trainer
| Competitie       |             |             |             |             |
| Competitie       | Aantal      | Jaren       |             |             |
| Sporting CP      | Sporting CP | Sporting CP | Sporting CP | Sporting CP |
| ---------------- | ----------- | ----------- | ----------- | ----------- |
| Taça da Liga     | 1x          | 2018/19     |             |             |
| Taça de Portugal | 1x          | 2018/19     |             |             |
| Al-Jazira        |             |             |             |             |
| UAE Pro League   | 1x          | 2020/21     |             |             |
| UAE Super Cup    | 1x          | 2021        |             |             |